# ایداماجیور
ایداماجیور (به ایتالیایی: Aidomaggiore) یک سکونتگاه مسکونی در ایتالیا است که در استان اریستانو واقع شده‌است.

## خصوصیات
ایداماجیور ۴۱٫۴ کیلومترمربع مساحت و ۵۱۵ نفر جمعیت دارد و ۲۵۰ متر بالاتر از سطح دریا واقع شده‌است.